# 遠郊

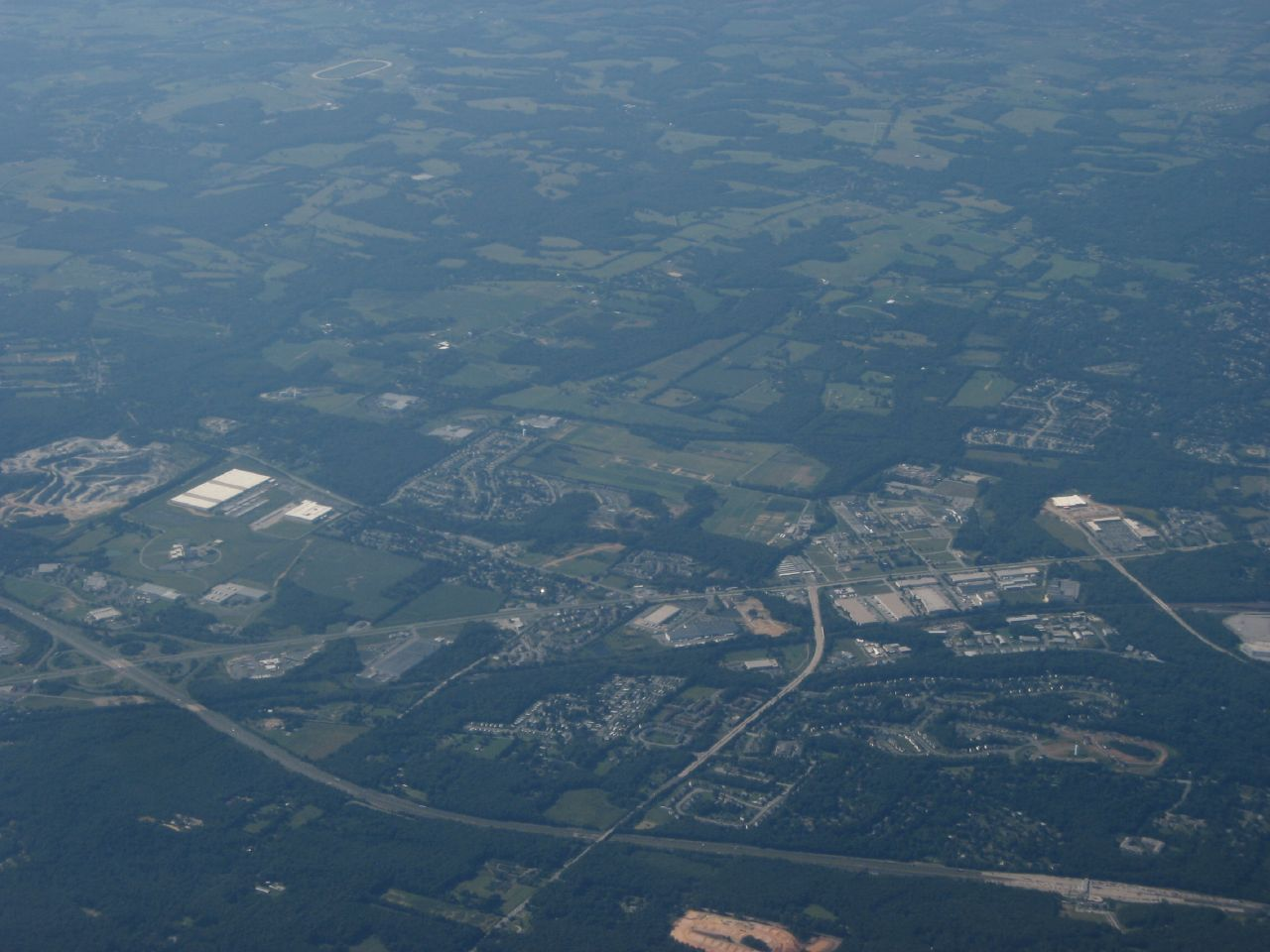
宾夕法尼亚州-马里兰州-特拉华州边界的费城都会区的远郊模式密度。从波士顿北部到弗吉尼亚州里士满南部的波士頓-華盛頓城市帶，远郊城镇连绵不绝。

巴尔的摩-华盛顿都市区西部的弗吉尼亚州劳登县远郊城镇（左侧）已经融入郊區（右侧），难分界线。

远郊（英語：exurb）是大都市区内的郊區以外的、通常密度比郊区更低的区域，这些地区和大都市区有经济和通勤联系，住房密度低，并有增长。它塑造了城市和乡村景观之间的界面，且由于居住占主导地位使之与市中心之间有功能、经济和社会上的互动，远郊具有城市的特性。
英文中指远郊的“exurb”一词始于1950年代，是睡城的代名词，因为Auguste Comte Spectorsky在他1955年的著作《The exurbanites》中创造了“exurb”一词（“extra”和“urban”的混成詞），用于描述郊區以外的繁荣社区，这些社区是市区的睡城。但是，尤其是自布鲁金斯学会2006年发表具有里程碑意义的报告以来，该术语常指郊区以外的、建设密度明显低于郊区的地区，而远郊居民会通勤至郊区。

## 定义
根据布鲁金斯学会（2006年）的规定，普查区必须符合以下所有三个条件，才称为远郊。
1. 与大都市的经济联系。
2. 低住房密度：关于住房密度的人口普查区域的倒数第三。在2000年，最大值为2.6英畝（11,000平方）为2.6英畝（11,000平方）每个居民。
3. 人口增长超过其都市地区的平均水平。

远郊地区包括了农村的用地模式（例如农场和旷野）和郊区风格的用地模式（例如大地块中成片的独户住宅）混合。 在较早有人定居的地区，例如美国东北大都市圈，郊区地区包含了先前存在的城镇、村庄和较小的城市，以及沿旧有道路建造的旧式独户住宅地带，这些道路通往曾是农村地区的人口稠密的老城区。

## 例子
美国远郊地区的例子：
- 喬治亞州亚特兰大麥克多諾桃树城郊外的卡特斯維爾
- 科羅拉多州丹佛市郊外的罗城堡
- 德克萨斯州休斯敦郊外的康罗
- 乔治亚州亚特兰大郊外的福塞斯县
- 纽约州的奧蘭治縣[4]、普特南縣和達奇斯縣[5]、新泽西州的亨特顿、蒙茅斯、摩里斯、海洋縣和萨默塞特、康乃狄克州的利奇菲尔德县和紐黑文縣都是纽约市的远郊区

美国以外的远郊地区的例子：
- 北京市怀柔区、平谷区、密云区、延庆区
- 尼日利亚拉哥斯以外的伊科羅杜